# English electric full power
English electric full power is een studioalbum van Big Big Train. English electric full power is de samenvoeging van de twee albums verschenen onder English electric (part 1) en English electric (part 2). Bovendien bevat het een aantal extra tracks, die verschenen op de ep Make some noise, dat werd geperst om degene die de beide albums al had aangeschaft niet op extra kosten te jagen. Het geheel was verpakt in een boekwerkje met uitgebreide illustraties verzorgd door Andy Poole. Het boekwerk geeft daarbij per nummer een uitleg. Ze hebben veelal betrekking op de industrialisatie in Engeland.
Opnamen vonden grotendeels plaats in de eigen English Electric geluidsstudio met aanvullende opnamen in de Aubitt studio, Regal Lane studio. De blokfluiten van Jan Jaap Langereis zijn vastgelegd in de Studio Aurelia van Edo Spanninga van Trion en Flamborough Head.
De ontvangst binnen de progressieve rock leverde veelal 4 dan wel 5 sterren op vijf. Toch waren er opmerkingen dat de muziek toch wel erg sterk deed denken aan die van Genesis ten tijde van The Lamb Lies Down On Broadway.
Alle vier de genoemde albums verschenen op het platenlabel English Electric van de band zelf.

## Muziek
| Track Full power | Track part 1/2/3 | Titel                          | Geschreven door         | Tijdsduur | Musici |
| ---------------- | ---------------- | ------------------------------ | ----------------------- | --------- | --- |
| 1.01             | 3.01             | Make some noise                | London                  | 4:23      | Nick D'Virgilio- slagwerk, achtergrondzang Dave Gregory – elektrische gitaar David Longdon – zang, dwarsfluit, akoestische gitaar Danny Manners – toetsinstrumenten Andy Poole – akoestische gitaar, achtergrondzang Greg Spawton – basgitaar, achtergrondzang |
| 1.02             | 1.01             | The first rebreather           | Spawton                 | 8:31      | Geraldine Berreen – viool Nick D'Virgilio – slagwerk Eleanor Gilchrist – viool Dave Gregory – elektrische gitaar David London – zang, dwarsfluit, vibrafoon, tamboerijn Andy Poole – achtergrondzang Greg Spawton – basgitaar, gitaar, moog, achtergrondzang Andy Tillison – orgel, piano, moog, toetsinstrumenten Abigail Trundle- cello Teresa Whipple - altviool |
| 1.03             | 1.02 3.02        | Uncle Jack                     | Longdon                 | 3:49      | Lily Adams – achtergrondzang, sopraanbij Violet Adams – achtergrondzang, sopraanbij Nick D'Virgilio – slagwerk Dave Gregory – elektrische gitaar Rachel Hall – viool David Longdon – zang, banjo, dwarsfluit, accordeon, melodica, toetsinstrumenten, gitaar, vogels en bijen Danny manners – contrabas Andy Poole – achtergrondzang, baritonbij Greg Spawton – mandoline, achtergrondzang |
| 1.04             | 2.02 3.05        | Swan Hunter                    | Spawton, Longdon        | 6:21      | Dave Desmond – trombone Nick D'Virgilio – slagwerk Ben Godfrey – kornet Dave Gregory – elektrische gitaar Rachel Hall – viool David Longdon – zang, banjo, virbrafoon, shaker Andy Poole – achtergrondzang Grep Spawton – basgitaar, achtergrondzang John Storey – eufonium Jon Truscott – tuba |
| 1.05             | 3.06             | Seen better days               | Spawton                 | 7:37      | Robin Armstrong – achtergrondzang Nick D'Virgilio – slagwerk Dave Gregory – gitaar David Longdon – zang, dwarsfluit Danny Manners – toetsinstrumenten Andy Poole – achtergrondzang Greg Spawton – basgitaar, akoestische gitaar, achtergrondzang |
| 1.06             | 3.07             | Edgelands                      | Manners                 | 1:26      | Danny Manners - toetsinstrumenten |
| 1.07             | 1.05             | Summoned by bells              | Spawton                 | 9:17      | Lily Adams – achtergrondzang Violet Adams - achtergrondzang Dave Desmond – trombone Nick D'Virgilio – slagwerk Ben Godfrey – kornet Dave Gregory – gitaar Veirty Joy – achtergrondzang Jan Jaap Langereis- blokfluiten David Longdon – zang, dwarsfluit, tamboerijn Danny Manners – piano, contrabas Andy Poole – toetsinstrumenten Gerg Spawton – basgitaar, toetsinstrumenten, achtergrondzang John Storey – eufonium, trombone Abigail Trundle – cello Jon Truscott - tuba |
| 1.08             | 1.06             | Upton Heath                    | Spawton, Longdon        | 5:39      | Lily Adams – achtergrondzang Violet Adam – achtergrondzang Nick D'Virgilio – slagwerk Dave Gregory – gitaar Rachel Hall – viool Verity Joy – achtergrondzang David Longdon – zang, toetsinstrumenten, accordeon, dwarsfluit Andy Poole – mandoline, achtergrondzang Greg Spawton – gitaar, achtergrondzang Abigail Trundle - cello |
| 1.09             | 1.07             | A boy in darkness              | Longdon                 | 8:03      | Geraldine Berreen – viool Sue Bowran – viool Nick D'Virgilio – slagwerk Dave Gregory – elektrische gitaar David Longdon – zang, toetsinstrumenten, dwarsfluit, gitaar, mandoline, tamboerijn Danny Manners – contrabas Andy Tillison – orgel, toetsinstrumenten Abigail Trundle – cello Teresa Whipple - altviool |
| 1.10             | 1.08             | Hedgerow                       | Longdon, Poole, Spawton | 8:43      | Lily Adams – achtergrondzang Violet Adams – achtergrondzang Dave Desmond – trombone Nick D'Virgilio – slagwerk Ben Godfrey – cornet, trompet, piccolotrompet Dave Gregory – elektrische gitaar Rachel Hall – viool Verity Joy – achtergrondzang David Longdon – zang, mandoline, toetinstrumenten, dwarsfluit, tamboerijn, hondenfluitje Danny Manners – toetsinstrumenten Martin Orford – achtergrondzang Andy Poole – toetsinstrumenten, achtergrondzang Greg Spawton – basgitaar, toetsinstrumenten, achtergrondzang Daniel Steinhardt – elektrische gitaar Jon Truscott - tuba |
| 2.01             | 1.04             | Judas unrepentant              | Longdon                 | 7:18      | Nick D'Virgilio – slagwerk Dave Gregory – gitaar, stem Rachel Hall- viool David Longdon – zang, toetsinstrumenten, dwarsfluit, gitaar, mandoline Danny Manners – piano, contrabas Andy Poole – akoestische gitaar, achtergrondzang Greg Spawton – basgitaar, akoestische gitaar, achtergrondzang Andy Tillison – orgel, toetsinstrumenten |
| 2.02             | 2.03             | Worked out                     | Spawton                 | 7:31      | Nick D'Virgilio – slagwerk Megan Fisher – harp Simon Godfrey – achtergrondzang Dave Gregory – elektrische gitaar, marimba Rachel Hall – viool David London – zang, dwarsfluit, percussie, bestek en glaswerk Danny Manners – toetsinstrumenten Andy Poole – achtergrondznag, akoestische gitaar Greg Spawton – basgitaar, gitaar, achtergrondzang |
| 2.03             | 1.03             | Winchester from St Giles’ Hill | Spawton                 | 7:17      | Rob Aubrey – baspedalen Geraldine Berreen – viool Nick D'Virgilio – slagwerk Eleanor Gilchrist – viool Dave Gregory – elektrische gitaar David Longdon – toetsinstrumenten Danny Manners – toetsinstrumenten Andy Poole – akoestische gitaar, achtergrondzang Greg Spawton – basgitaar, gitaar, achtergrondzang Daniel Steinhardt – elektrische gitaar Abigail Trundle – cello Teresa Whipple - altviool |
| 2.04             | 3.08             | The lovers                     | Longdon                 | 5:33      | Nick D'Virgilio – slagwerk Dave Gregory – elektrische gitaar David Longdon – zang, dwarsfluit, toetsinstrumenten Danny Manners – toetsinstrumenten Lord Cornelius Plum - gitaar Andy Poole – achtergrondzang Greeg Spawton – basgitaar, akoestische gitaar, achtergrondzang |
| 2.05             | 2.04 3.04        | Leopards                       | Longdon                 | 3:54      | Geraldine Berreen – viool Sue Bowran – viool Nick D'Virgilio – slagwerk Dave Gregory – elektrische gitaar David Longdon – zang, akoestische gitaar, banjo, toetsinstrumenten Danny Manners – contrabas Andy Poole – achtergrondzang Greg Spawton – achtergrondzang Abigail Trundle – cello Teresa Whipple - altviool |
| 2.06             | 2.05 3.03        | Keeper of Abbeys               | Spawton                 | 6:59      | Nick D'Virgilio – slagwerkl Dave Gregro – elektrische gitaar, elektrische sitar Rachel Hall – viool David Longdon – zang, dwarsfluit, accordeon, dumbek, tamboerijn Danny Manners – contrabas Andy Poole – achtergrondzang, akoestische gitaar, elektrische piano Greg Spawton – basgitaar, akoestische gitaar, mandoline, orgel Abigail Trundle - cello |
| 2.07             | 2.06             | The permanent way              | Spawton                 | 8:16      | Lily Adams- achtergrondzang Violet Adams – achtergrondzang Dave Desmond – trombone Nick D'Virgilio – slagwerk Ben Godfrey – kornet Dave Gregory – elektrische gitaar Rachel Hall – viool Jan Jaap Langereis – blokfluiten David Longdon – zang Danny Manners - piano Andy Poole – achtergrondzang Greg Spawton – basgitaar, achtergrondzang John Storey – trombone Andy Tillison – orgel Abigail Trundle –cello>br/>Jon Truscott - tuba |
| 2.08             | 2.01             | East coast racer               | Spawton                 | 15:45     | Rob Aubrey – baspedalen Geraldine Berreen – viool Dave Desmond – trombone Nick D'Virgilio – slagwerk Megan Fisher – harp Eleanor Gilchrist – viool Ben Godfrey – kornet Dave Gregory – elektrische gitaar, ebow David Langdon – zang Danny Manners – toetsinstrumenten Andy Poole – toetsinstrumenten, achtergrondzang Greg Spawton – basgitaar, mandoline, mellotron, gitaar, achtergrondzang John Storey – eufonium Andy Tillison – toetinstrumenten Abigail Trundle – cello Jon Truscott – tuba Teresa Whipple - altviool                                                       |
| 2.09             | 2.07 3.09        | Curator of butterflies         | Spawton                 | 8:45      | Geraldine Berreen – viool Dave Desmond – trombone Nick D'Virgilio – slagwerk Eleanor Gilchrist – viool Ben Godfrey – kornet Dave Gregory – elektrische gitaar David Longdon – zang, dwarsfluit Danny Manners – piano Andy Poole – akoestische gitaar, baspedalen, achtergrondzang Greg Spawton – basgitaar, akoestische gitaar, achtergrondzang Abigail Trundle – cello Jon Truscott – tuba Teresa Whipple - altviool |